# Gastropus hyptopus
Gastropus hyptopus är en hjuldjursart som först beskrevs av Ehrenberg 1838.  Gastropus hyptopus ingår i släktet Gastropus och familjen Gastropodidae. Arten är reproducerande i Sverige. Inga underarter finns listade i Catalogue of Life.